# Jackson Heights (Carolina del Nord)
Jackson Heights è un census-designated place (CDP) degli Stati Uniti d'America, situato nello stato della Carolina del Nord, nella contea di Lenoir.